# Jezioro Pluszne Wielkie
Jezioro Pluszne Wielkie – jezioro morenowe położone na Równinie Olsztynka wśród Lasów Łańskich.

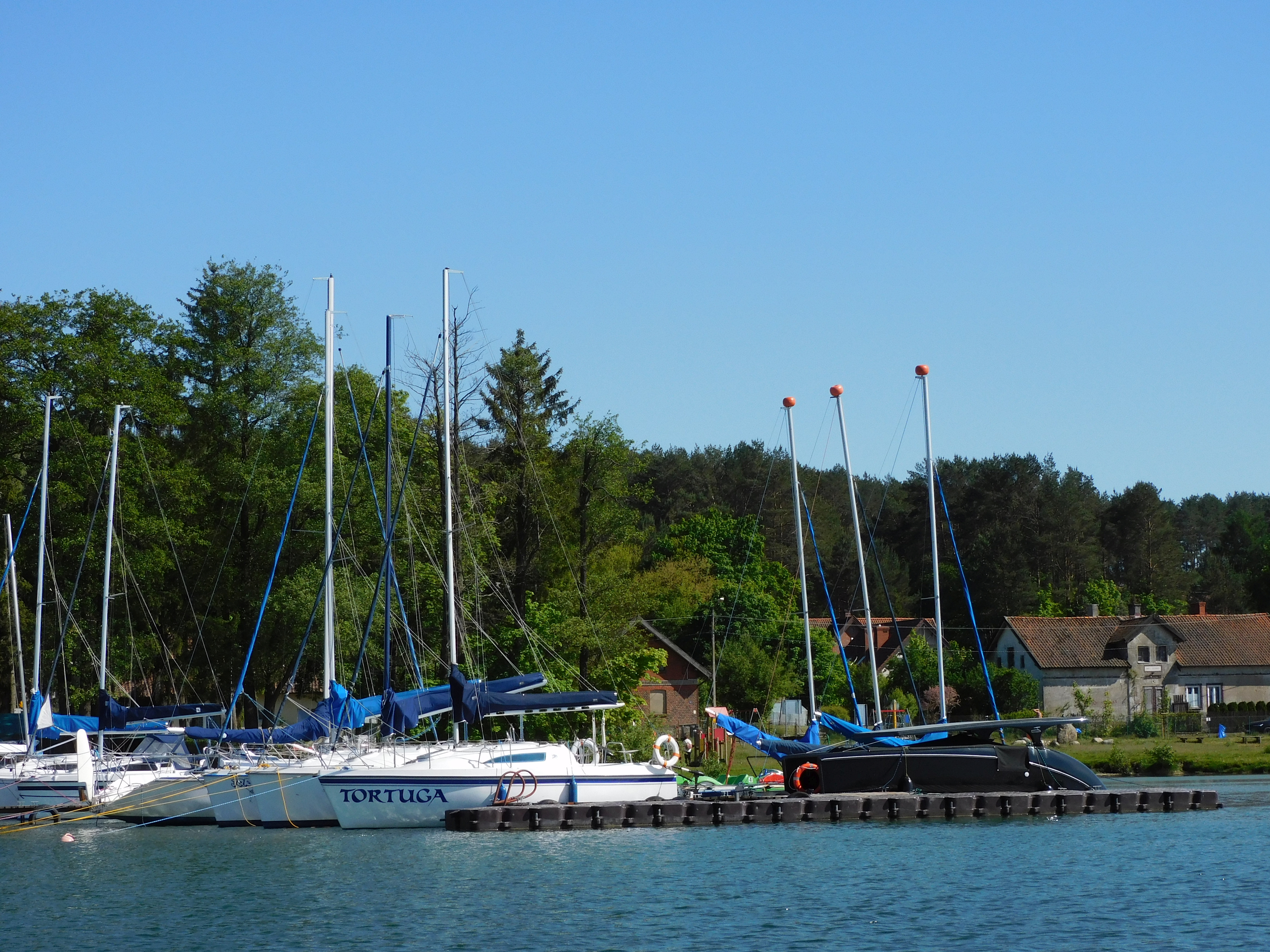
Przystań w Pluskach na jeziorze Plusznem Wielkim

## Charakterystyka
Długość 8750 m, szerokość 1900 m, powierzchnia 908 ha, głębokość maksymalna 52,0 m, średnia 15 m; linia brzegowa o długości 30 000 m tworzy liczne (7) półwyspy i zatoki. Zachodnia długa i wąska zatoka, rozciągająca się od Zielonowa po Kołatek, bywa wyodrębniana jako Pluszne Małe, natomiast wschodnia jako Zatoka Księżycowa. Na jeziorze są trzy wyspy: największa o powierzchni około 4,7 ha, zadrzewiona, leży na plosie naprzeciwko wsi Pluski, pozostałe dwie małe, niskie, bezdrzewne, otoczone szuwarami leżą na północnym plosie (0,5 ha) oraz na krańcach południowego na wysokości Łańskiego Pieca (0,35 ha). Największy z półwyspów nazywany jest Waszeta. Płycizny 1-metrowe stanowią 7,9% ogólnej powierzchni jeziora. Do zatoki Pluszne Małe dopływa ciek Kanał Świerkocin z jeziora Staw, a z południowej części głównego plosa wypływa Kanał Swaderki do jeziora Poplusz Wielki, który łączy się z rzeką Marózką, a następnie z Łyną i Jeziorem Łańskim. Na północ i na południe od Zielonowa dopływają dwa cieki odwadniające łąki w okolicy Gryźlin. Zlewnia bezpośrednia jeziora wynosi 993 ha (Różański i wsp. 2003). Poruszanie się po jeziorze łodzią motorową wymaga specjalnego pozwolenia. Na Plusznym obowiązuje strefa ciszy.
Mała trzcinowa wysepka w południowej części akwenu była, w czasie drugiej wojny światowej, tarczą celowniczą dla betonowych bomb, zrzucanych przez niemieckie samoloty z pobliskiego lotniska w Gryźlinach. Na wyspie była wybudowana prostokątna betonowa platforma, którą po wojnie rozebrano. Na dnie jeziora Plusznego i pobliskiego jeziora Łańskiego, płetwonurkowie znaleźli w sumie wraki czterech samolotów w tym m.in. Junkers Ju 87.

## Hydronimia
Nazwa jeziora pochodzi od miejscowości Pluski. W 1949 roku zmieniono urzędowo poprzednią niemiecką nazwę jeziora Gross Plautziger See (1878), na polską nazwę Jezioro Pluszne. W 2006 roku Komisja Nazw Miejscowości i Obiektów Fizjograficznych przedstawiła w wykazie hydronimów nazwę Jezioro Pluszne Wielkie. Inne nazwy to Plautzen (1595), Plawzake (1469), Pluczig, Plutczig (1428), Pluczik (1357), Pluczk (1356), Plauczke, Pluske (1350), Pluskie Jezioro (Leyding 1959).

## Flora naczyniowa

### Roślinność wynurzona
W pasie roślinności wynurzonej przeważają: trzcina pospolita Phragmites australis, oczeret jeziorny Schoenoplectus lacustris, manna mielec Glyceria maxima. Towarzyszącymi im gatunkami są: jeżogłówka gałęzista Sparganium ramosum, pałka szerokolistna Typha latifolia, pałka wąskolistna Typha angustifolia, różne gatunki sitów Juncus sp i ponikła Heleocharis sp. W zatokach pas roślinności wynurzonej jest zwarty, miejscami tylko poprzerywany. W centralnej części jeziora roślinność wynurzona jest słabo rozwinięta (szczególnie przy brzegu wschodnim i południowym).

### Rośliny o liściach pływających
W strefie roślin o liściach pływających do najliczniejszych należą: rdestnica pływająca Potamogeton natans, grzybień biały Nymphaea alba, grążel żółty Nuphar luteum. W zacisznych zatokach występuje żabiściek pływający Hydroharis morsus-ranae.

### Roślinność zanurzona
Jest bujnie rozwinięta. W zależności od charakteru dna reprezentują ją odmienne gatunki roślin:
- dno piaszczyste: rdestnica połyskująca Potamogeton lucens, rdestnica przeszyta Potamogeton perfoliatus, rdestnica kędzierzawa Potamogeton crispus, rdestnica grzebieniasta Potamogeton pectinatus,
- dno zamulone: wywłóczniki Myriophyllum sp., rogatki Ceratophyllum sp., włosieniczniki Batrachium sp.

Powszechnie występuje osoka aloesowata Stratiotes aloides i moczarka kanadyjska Elodea canadensis.
W ostatnich latach stwierdza się jednak stopniowe ubywanie roślinności wodnej, zwłaszcza zanurzonej i o liściach pływających - są to konsekwencje nasilających się procesów urbanizacyjnych terenów sąsiadujących z jeziorem.

### Łąki podwodne
Utworzone są przez różne gatunki ramienic Chara sp. W centralnej części jeziora występują one do głębokości około 6 m.

## Fauna
Jezioro charakteryzuje bogate zróżnicowanie świata bezkręgowców:
- nietkankowce Ahistozoa: nadecznik stawowy Spongilla lacustris,
- płazińce Platyhelminthes: wypławek biały Dendrocoelum lacteum, wielooczka czarna Polycelis nigra,
- nitnikowce Nematomorpha: druciniec wodny Gordius aquaticus,
- skąposzczety Oligochaeta: dżdżowniczka Lumbricus variegatus, szczeciak Chaetogaster diaphanus,
- pijawki Hirudina: pijawka rybia Piscicola geometra, pijawka końska Haemopis sanguisuga, odlepka ślimacza Glossiphonia complanata,
- dziesięcionogi Decapoda: rak pręgowany Orconectus limosus,
- larwy jętek Ephememeroptera: jętka pospolita Ephemera vulgata,
- larwy ważek Odonata: pióronóg Platycnemis pennipes, łątka Coenagrion sp, husarz Anax sp, gadziogłówka Gomphus sp,
- pluskwiaki różnoskrzydłe Heteroptera: płoszczyca szara Nepa cinerea, topielica Ranatra linearis, nartnik Gerris sp, pianówka Plea leachi, grzbietopławek Notonecta glauca, plesiczka Microvelia reticulata,
- domki chruścików Trichoptera: Molana angustata, Stenophylax sp, Leptocerus sp, Grammotaulis sp, Phryganea sp,
- chrząszcze Coleoptera: pepłoń jejuszek Hyphydrus ovatus, toniak żeberkowany Acilius sulcatus, halawnik bagienny Hydroporus palustris, pływak żółtobrzeżek Dytiscus marginalis,
- małże Bivalvia: szczeżuja pospolita Anodonta anatina, skójka malarska Unio pictorum, racicznica zmienna Dreissena polymorpha, szczeżuja wielka Anodonta cygnea, groszówka Pisidium sp,
- brzuchonogi Gastropoda: żyworódka jeziorowa Viviparus contectus, zagrzebka Bithynia tentaculata, przytulik jeziorny Acroloxus lacustris, zatoczek pospolity Planorbis planorbis.

Jezioro Pluszne jest zbiornikiem sielawowym o urozmaiconym pogłowiu ryb, występują m.in. sieje, szczupaki, leszcze, węgorze, miętusy, okonie, płocie. Jezioro dzierżawi Gospodarstwo Rybackie sp. z o.o. w Szwaderkach.